# امامزاده یحیی (محله)
امامزاده یحیی نام بقعه ابوالقاسم عزالدین یحیی است که در کوچه‌ای به همین نام در محله‌ای حدفاصل شرقی-غربی خیابان ری و خیابان سیروس (مصطفی خمینی فعلی) و شمالی-جنوبی امیرکبیر به ۱۵ خرداد (بوذرجمهری) واقع شده‌ است. این محله بخشی از محدوده بزرگ عودلاجان قدیم تهران است که از خیابان ناصرخسرو تا خیابان ری امتداد داشت.
این بنا که به دفعات تعمیر شده از آثار دورۀ استیلای مغول است. بنای امامزاده مرکب است از یک تالار هشت ضلعی که با گنبدی پوشش یافته و بر فراز آن بامی هرمی‌شکل قرار دارد و دارای دو تالار کوچک الحاقی است.

## اماکن سرشناس
اماکن تاریخی بسیاری در این محله قرار دارند موقعیت خود امامزاده پایین‌تر از باغ پسته‌بک در امتداد بازارچه نواب (بازارچه سرتخت قدیم) است که کوچه‌ای عریض شمالی-جنوبی با یک درخت بسیار کهن و تنومند در مقابل امامزاده بوده‌است، ادامه این کوچه شمالی-جنوبی با نام کوچه «سرتخت» از سمت شمال به کوچه میرزا محمود وزیر و یک حمام بسیار تاریخی منتهی می‌شود و از سمت جنوب به خیابان بوذرجمهری. کوچه میرزا محمود وزیر در این محله یک بن‌بست را در خود دارد با عنوان «بن‌بست مدرس» که خانه تاریخی وزیر مختار فرانسه در آن قرار دارد که بعداً سید حسن مدرس در دوران نمایندگی در آن سکونت گزید. همچنین در انتهای شمالی کوچه سرتخت نبش کوچه در داخل کوچه میرزا محمود خانه فخرالملوک قرار دارد. از نام‌های سرشناس این محله ماست مرغوب، قنادی بهار و حمام گلشن نیز می‌باشند.
در این محله به دلیل بافت تاریخی سریال‌ها و فیلم‌های تلویزیونی متعددی ساخته شدند از جمله سریال زیرزمین که در آن از حمام نواب در انتهای کوچه سرتخت نرسیده به میرزا محمود وزیر (علیرضا جاویدی) نیز استفاده شد.
- خانه مهرانگیز (خانه فرهنگ امامزاده یحیی که سریال پدرسالار در آن ساخته شد)
- زورخانه‌های امامزاده یحیی یکی واقع در کوچه امامزاده و دیگری در کوچه عرب‌زاده (احتمالا پاچنار قدیم)[۳]
- دبستان اسلامیه محمودیه (کوچه نصراللهی)، دبستان حر (کوچه امامزاده)، راهنمایی رجا (خیابان امیرکبیر)، دبستان مظفر (خیابان سیروس)، دبستان دخترانه مشهور دیگری در کوچه میرزامحمودوزیر نرسیده به کوچه افشار، دبستان دیگری در کوچه هداوند نزدیک خانه فرهنگ
- حسینیه بنی‌فاطمه (خیابان امیرکبیر)، هیئت پیرعطا (سه‌راه امین‌حضور)، کوچه جهودا(احتمال خطای جزئی در نام)(خیابان سیروس و داخل کوچه افشار) و حسینیه جهودا، حسینیه همدانیا (خیابان ری)، کوچه آشتی‌کنان (واقع در کوچه آبشار غربی)
- سقاخانه کوچه افشار و بیدل سر پیچ کوچه میرزامحمود
- حسینیه خانه اربابی (کوچه مرادی، نزدیک امامزاده)، هیئت خانه سید[مشکوک  – بحث] (خانه قدیمی بزرگ در کوچه میرزا محمود نزدیک نانوایی سنگکی)، حسینیه موسویه (واقع در کوچه آبشار غربی)

## امامزاده یحیی

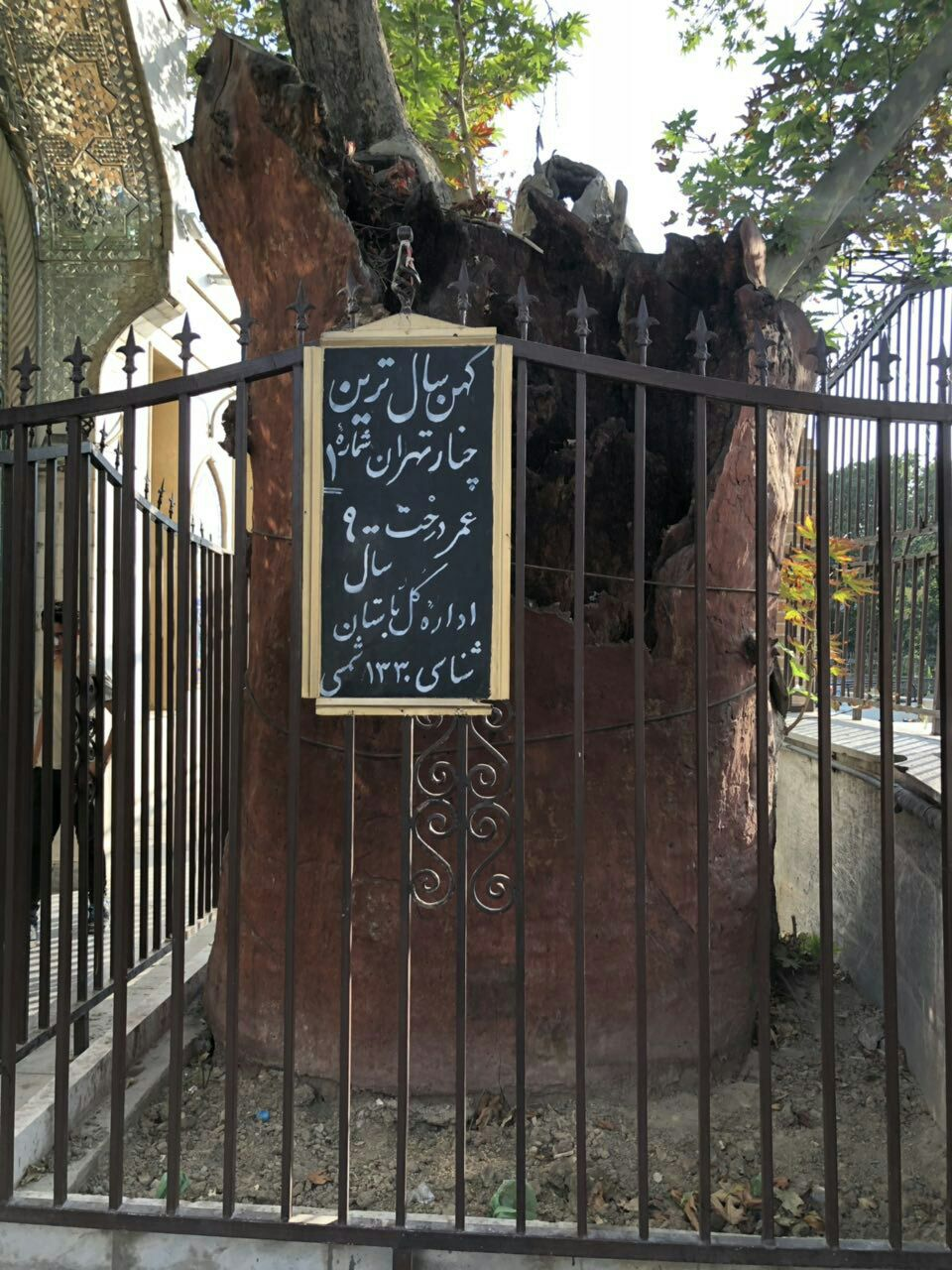
چنار ۹۰۰ ساله امامزاده یحیی

نسبت ابوالقاسم عزالدین یحیی که از نقبای شهرهای قم و ری بوده‌است به امام سجاد می‌رسد و گفته می‌شود برادر اوست.
این بنا دارای صحن وسیع، مسجد، ایوان، رواق، ضریح، حرم آیینه کاری، سرداب، گنبد کاشی مخروطی شکل و سقاخانه‌است. قدیمی‌ترین اثر منقول این بقعه تاریخی که ساختمان اصلی بنای آن نیز به دوره مغول نسبت داده می‌شود، صندوق چوبی روی مرقد است که دارای تاریخ ۸۹۵ ه‌است. در باب نام و نسب امامزاده یحیی چنین نوشته شده:

وی با ۱۵ واسطه به امام چهارم می‌رسد و پس از پدر نقابت طالبیه ری، قم و آمل را به عهده داشته و به سال ۵۹۲ ه‍.ق به دست علاءالدین تکش خوارزمشاه کشته‌شده‌است.

بنای قدیمی این بقعه شامل برج خشتی هشت ضلعی متعلق به قرن هفتم هجری است که مانند ابنیه دیگر عصر مغول، یک گنبد آجری ۱۲ ضلعی هرمی شکل بر بالای آن قرار داشت. در عهد قاجاریه هم اطراف این برج را با کاشیهای هفت رنگ مزین ساخته بودند. اینک در محل برج خشتی و قبلی، بقعه هشت ضلعی کنونی ساخته شده‌است.
بر روی در قدیمی بقعه که چندان بزرگ نبوده، در دو کتیبه کوچک به خط ثلث نوشته‌اند: بانی بقعه خشتی قدیم شخصی به نام قرابشاره بوده و معمار آن، دیو حسن نام داشته‌است.
صندوق منبت عتیقه امامزاده یحیی چنان‌که در کتیبه آن اشاره شده به دستور ملکشاه غازی در سال ۸۹۵ ه‍.ق به وسیله دو برادر به نام‌های استاد حسین و استاد محمد لواسانی ساخته شده‌است.
در سال‌های اخیر فعالیت‌های عمرانی بسیاری در بقعه امامزاده یحیی انجام پذیرفته که ضمن حفظ و نگهداری آثار گذشته، فضای اطراف حرم توسعه یافته‌است.

## نگارخانه

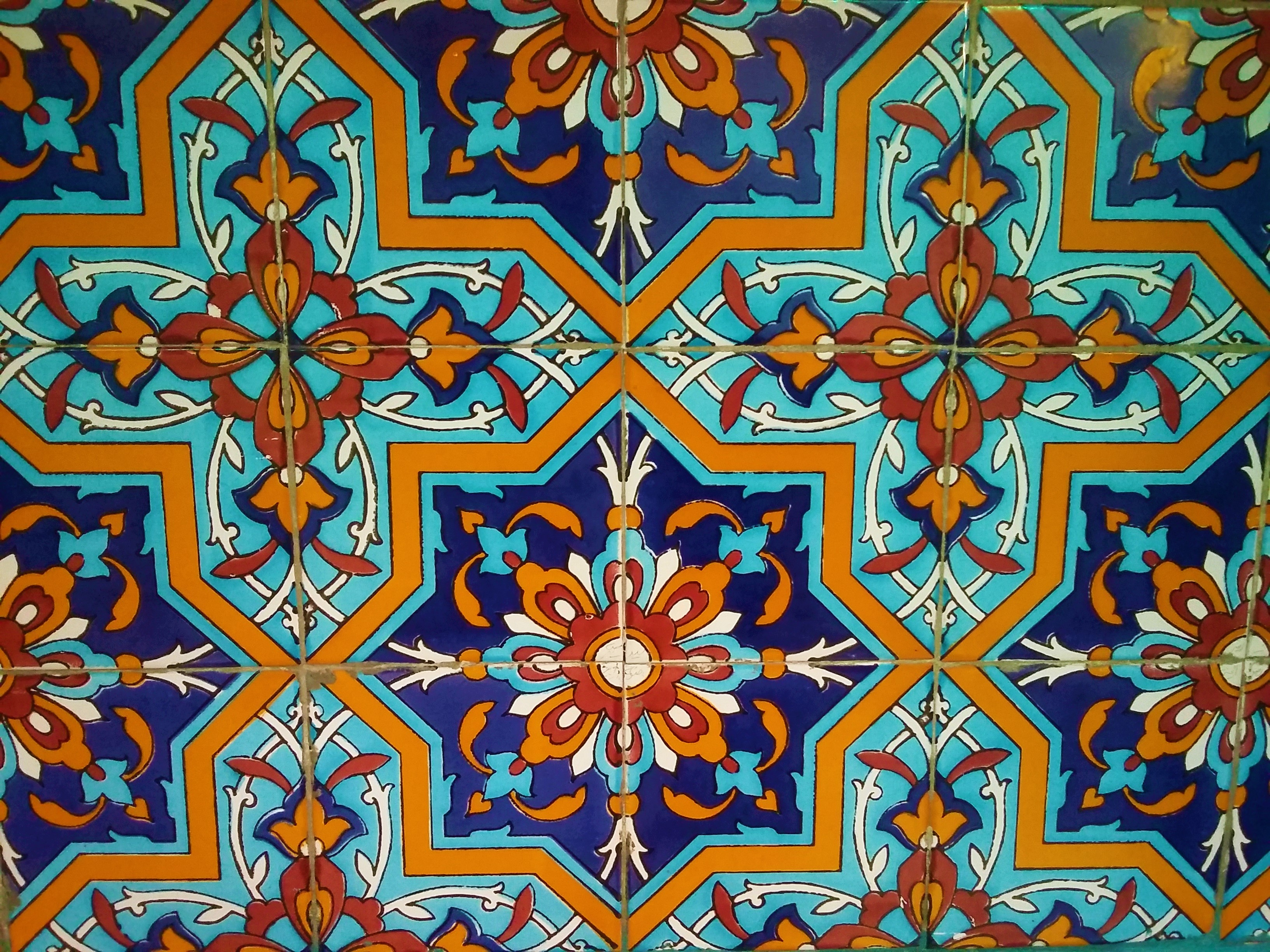
بخشی از کاشی هفت‌رنگ های درون امامزاده مربوط به دوره قاجار
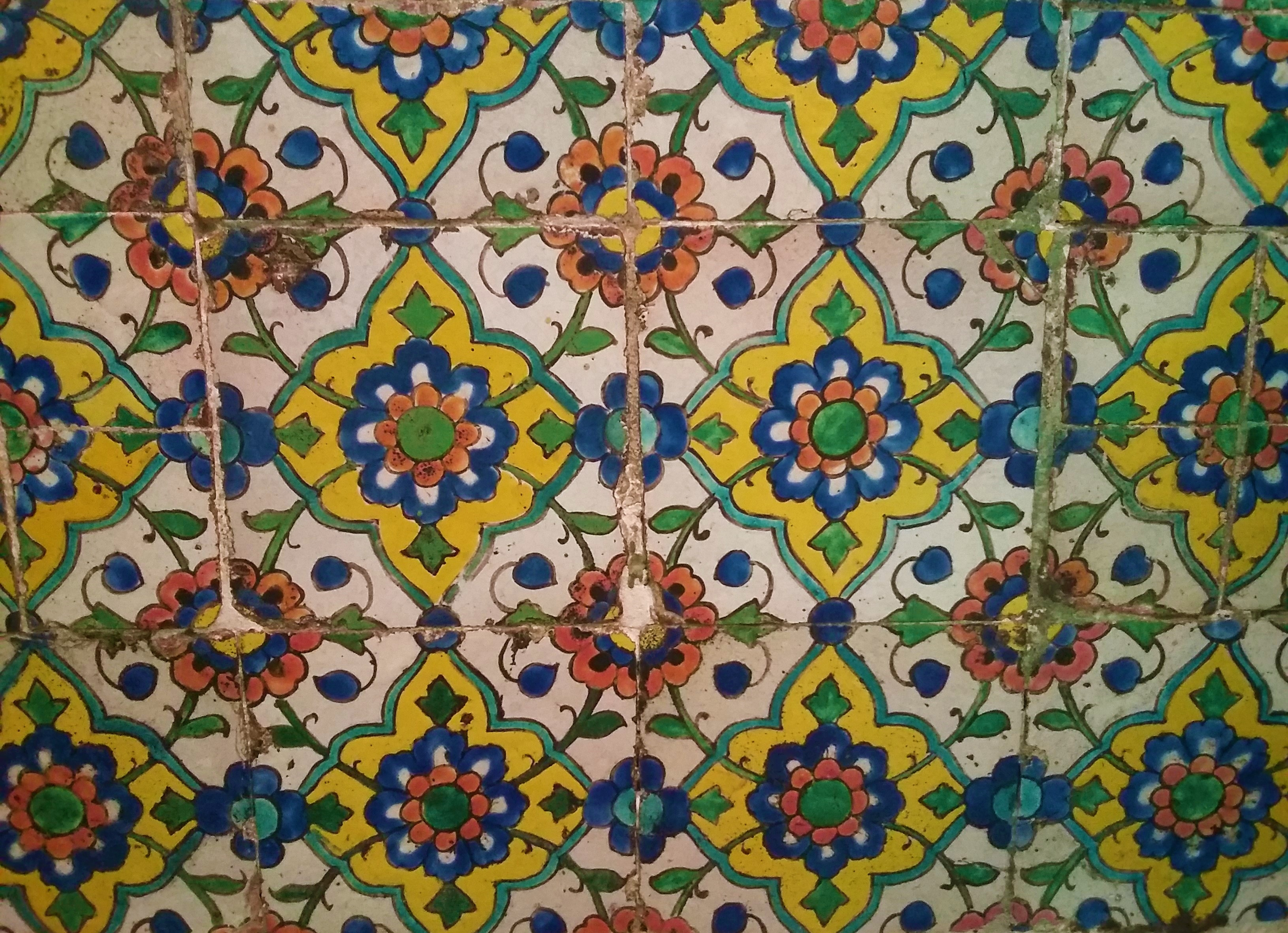
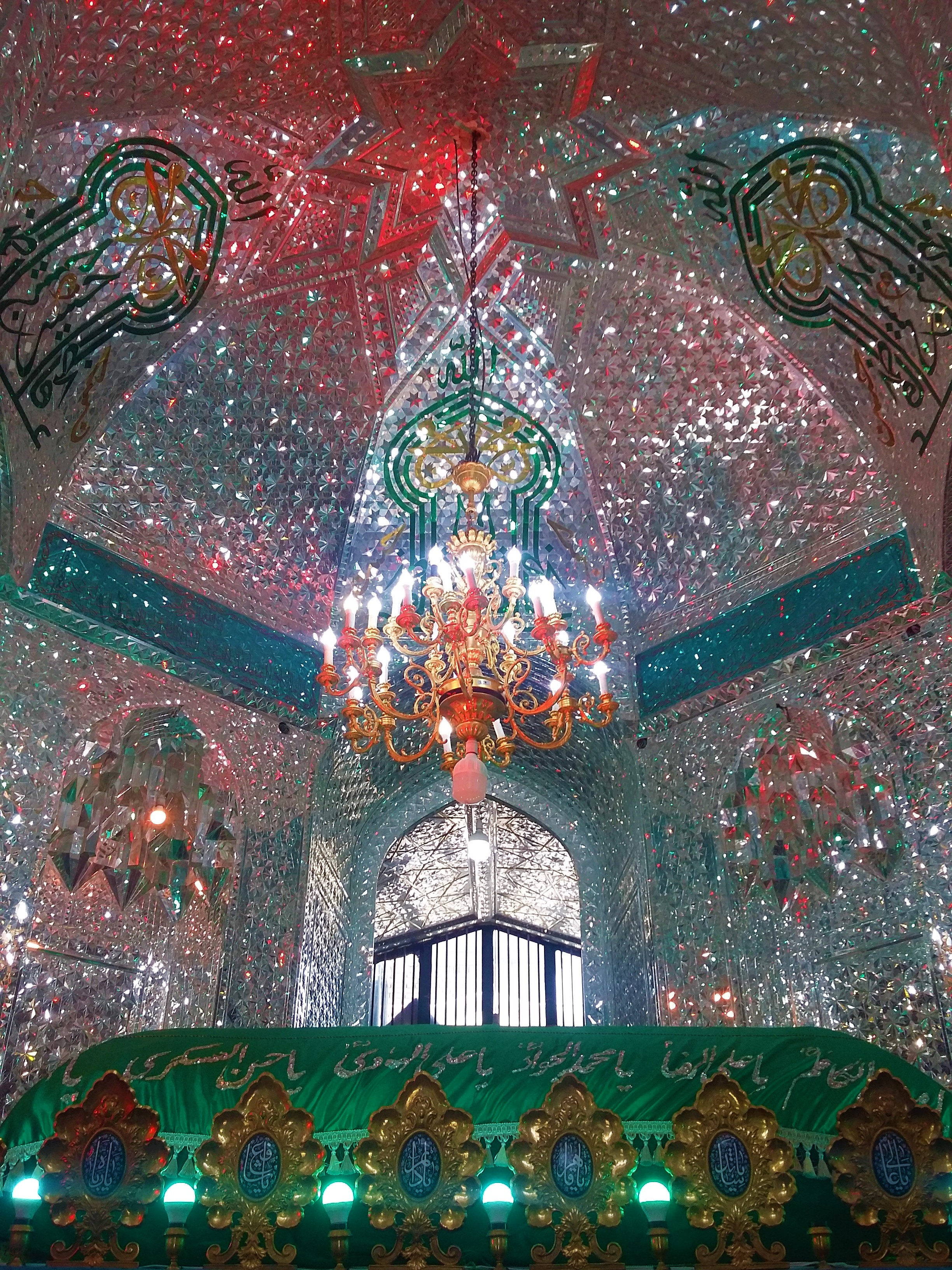
زیر گنبد امامزاده